# Royal Greenwich Observatory
Das Royal Greenwich Observatory (RGO; deutsch Königliches Observatorium von Greenwich) war eine britische Forschungsinstitution, die von 1675 bis 1998 als Arbeitsplatz für den Astronomer Royal, den königlichen Hofastronomen, bestand. Das Observatorium war nach dem Pariser Observatorium das zweitälteste seiner Art in Europa.

## Geschichte
Im Laufe seines Bestehens hatte das Royal Greenwich Observatory unterschiedliche Standorte:
- 1675–1957: Standort unter dem Namen Royal Observatory Greenwich auf einem Hügel im Greenwich Park in Greenwich, London
- 1957–1990: Standort unter dem Namen Royal Greenwich Observatory, Herstmonceux auf dem Gelände des Herstmonceux Castle in East Sussex
- 1990–1998: Standort unter dem Namen Royal Greenwich Observatory auf dem Gelände der University of Cambridge

### Zeittafel
- 1675: Das Royal Observatory wird an Stelle des früheren Palastes Greenwich Castle errichtet.
- 1884: Auf der International Meridian Conference in Washington D. C. wird am 13. Oktober 1884 der Meridian durch das Royal Observatory als Nullmeridian festgelegt.
- 1948: Das Royal Observatory zieht nach Herstmonceux Castle und wird in Royal Greenwich Observatory (RGO) umbenannt. Der Standort in Greenwich erhält den Namen Old Royal Observatory.
- 1990: Das RGO zieht nach Cambridge. Die SLR-Einrichtung bleibt jedoch in Herstmonceux.
- 1998: Das RGO wird geschlossen. Der Standort in Greenwich wird in Royal Observatory, Greenwich umbenannt und ist nun Teil des National Maritime Museum.

### Greenwich
Das Royal Observatory Greenwich, welches von 1675 bis 1957 der Arbeitsplatz für den Astronomer Royal war, befindet sich auf einem Hügel im Greenwich Park in Greenwich, London, von wo aus man die Themse sehen kann.
Das Observatorium wurde am 22. Juni 1675 von König Karl II. von England gegründet und der Bau wurde von John Flamsteed in Auftrag gegeben. Das Flamsteed House (1675–76), der ursprüngliche Teil des Observatoriums, wurde von Sir Christopher Wren entworfen und auf den Fundamenten des Greenwich Castles errichtet.
Das Observatorium, genaugenommen der Mittelpunkt des Teleskops im Observatorium, wurde als Bezug für die Festlegung des Nullmeridians (Meridian von Greenwich) und somit der Längengrade, wie auch die Greenwich Mean Time (mittlere Ortszeit am Greenwich-Meridian), genutzt.

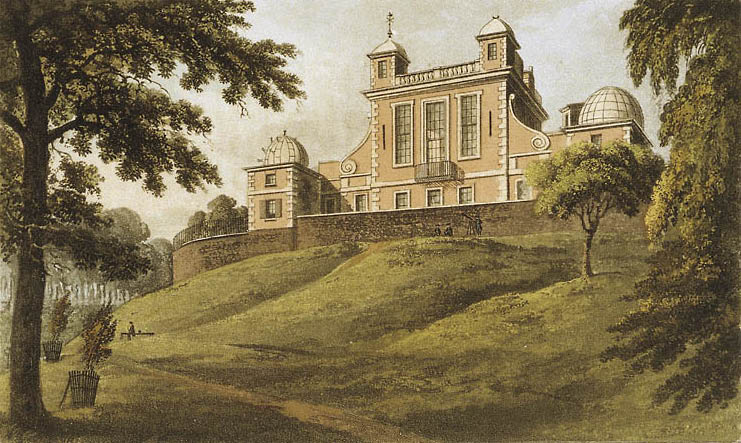
Observatorium in Greenwich, Illustration aus dem Jahr 1824
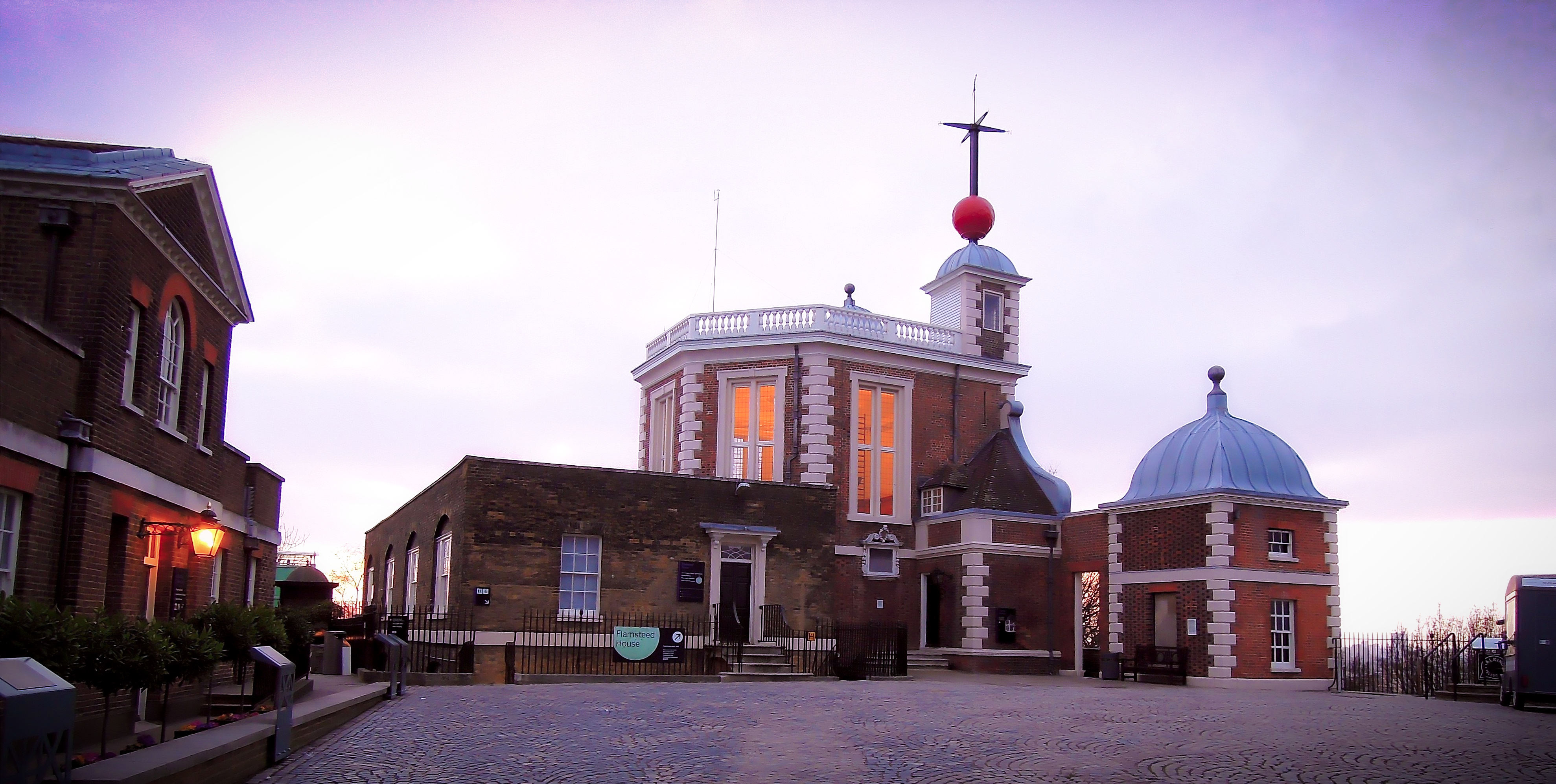
Gebäude des Observatoriums in Greenwich
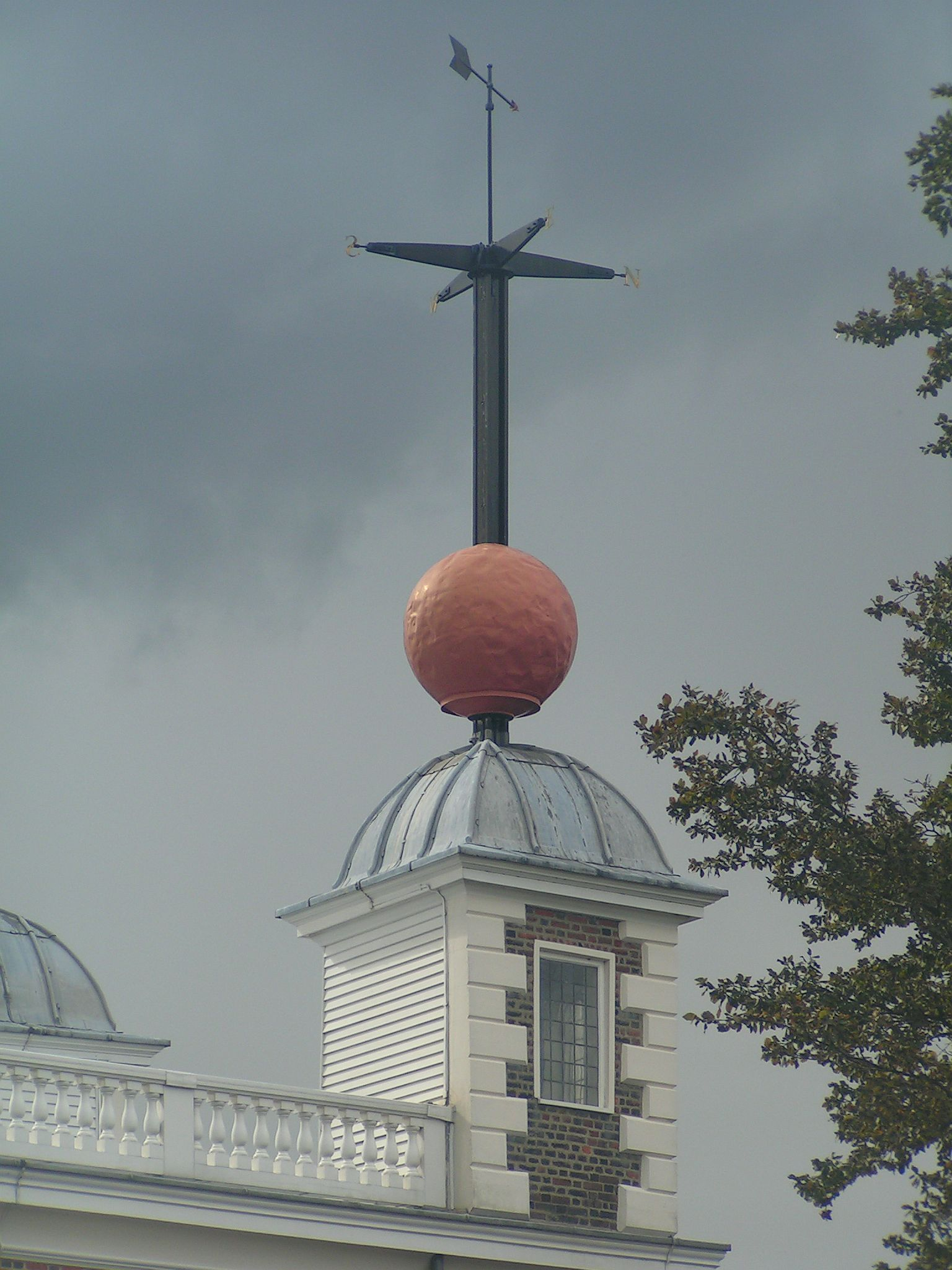
Zeitball des Observatoriums in Greenwich

#### Greenwich Mean Time
Die Greenwich Mean Time (GMT) war ehemals die Zeit, die am Observatorium in Greenwich gemessen wurde, bevor sie von der Coordinated Universal Time (UTC) abgelöst wurde. Obwohl es heute in Greenwich kein aktives astronomisches Observatorium mehr gibt, bleibt es ein Zentrum moderner Astronomie.
Auf dem Dach der Sternwarte in Greenwich wurde vom Hofastronomen John Pond im Jahre 1833 der lederbezogene Zeitball installiert. Dieser wird auch heute noch täglich hochgezogen und fällt um Punkt 13 Uhr (14 Uhr MEZ; im Sommer um 13 Uhr Sommerzeit, 14 Uhr MESZ) herunter. Damit konnten früher die Schiffe auf der Themse ihre Schiffschronometer auf die exakte Greenwich Mean Time einstellen. Am 6. Dezember 1855 wurde bei einem Sturm die Zeitkugel heruntergerissen. Im Jahre 1919 wurde die lederne Zeitkugel durch die heutige rote Kugel aus Aluminium ersetzt.

#### Museum
Heute gibt es in der Sternwarte in Greenwich ein Museum für Astronomie- und Navigationswerkzeuge. Weiterhin wird auf die Entwicklung der Zeitmessung vom Mittelalter bis zur Moderne eingegangen. Die Ausstellung zeigt den Zusammenhang zwischen Zeitmessung und weltweiter Positionsbestimmung anhand der Sonne und der Sterne. Ein besonderes Ausstellungsstück ist das erste Replikat des Längenchronometers H1 von John Harrison (die Originale H1 bis H4 sind im benachbarten National Maritime Museum ausgestellt). Zudem ist eine Besichtigung der Privatwohnung des Astronomen John Flamsteed möglich. Im rechten Torpfeiler des Eingangsportals ist die Shepherd Gate Clock eingebaut.

### Herstmonceux

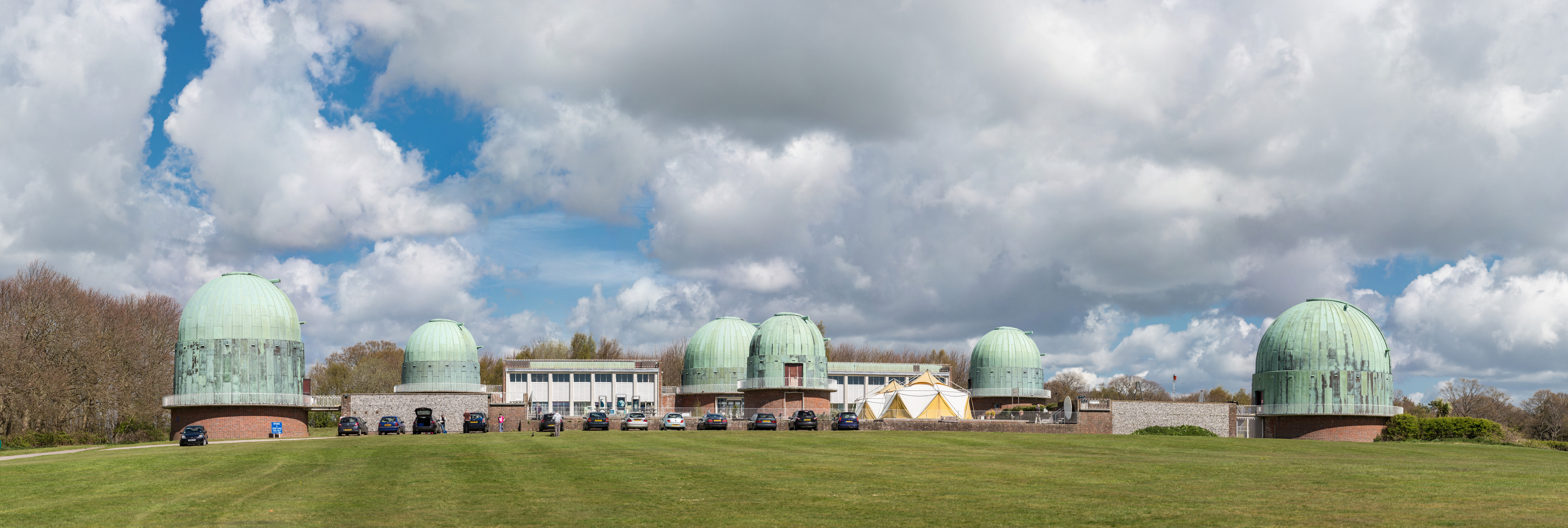
RGO-Gelände in Herstmonceux

Ab 1948 zog das RGO nach Herstmonceux Castle, nahe Hailsham in East Sussex, um klarere Nächte bei der Beobachtung zu haben. 1957 war die Verlegung beendet und das RGO konnte in Herstmonceux seine Forschungstätigkeit aufnehmen.
Das Isaac Newton Telescope wurde dort 1967 gebaut, wurde aber 1979 in das Roque-de-los-Muchachos-Observatorium auf La Palma, Spanien gebracht.
Seit 1995 befinden sich das internationale Studienzentrum der Queen’s University, Kingston, Kanada und das Observatory Science Centre in Herstmonceux Castle.

### Cambridge

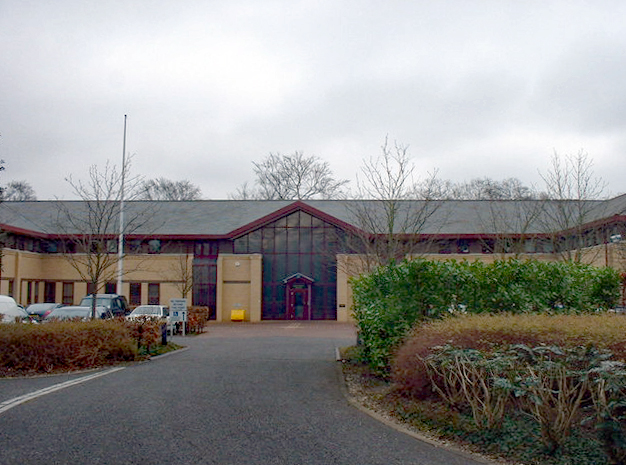
Greenwich House, Cambridge

1990 zog das RGO erneut um, diesmal nach Cambridge, wo es das Greenwich House auf dem Gelände der University of Cambridge bezog. Nach einer Entscheidung des Particle Physics and Astronomy Research Council wurde es 1998 geschlossen. Das HM Nautical Almanac Office wurde nach der Schließung ins Rutherford Appleton Laboratory verlegt. Andere Forschungsarbeiten wurden dem UK Astronomy Technology Centre in Edinburgh übertragen.

## Sonstiges
Der Asteroid des inneren Hauptgürtels (2830) Greenwich ist nach dem Observatorium benannt.